# Vernou-la-Celle-sur-Seine
Vernou-la-Celle-sur-Seine är en kommun i departementet Seine-et-Marne i regionen Île-de-France i norra Frankrike. Kommunen ligger i kantonen Moret-sur-Loing som tillhör arrondissementet Fontainebleau. År 2022 hade Vernou-la-Celle-sur-Seine 2 621 invånare.

## Befolkningsutveckling
Antalet invånare i kommunen Vernou-la-Celle-sur-Seine
| Referens: INSEE |